# Pam Whytcross
Pam Whytcross (25 novembre 1953) è un'ex tennista australiana.

## Carriera
In carriera ha vinto 3 titoli di doppio. Nei tornei del Grande Slam ha ottenuto il suo miglior risultato raggiungendo la finale di doppio agli Australian Open nel 1978, in coppia con la giapponese Naoko Satō.

## Statistiche

### Doppio

#### Vittorie (3)
| Numero | Anno            | Torneo                                 | Superficie  | Compagna     | Avversarie in finale              | Punteggio     |
| 1.     | 24 luglio 1983  | WTA Austrian Open, Kitzbühel           | Terra rossa | Chris Newton | Nathalie Herreman Pascale Paradis | 2-6, 6-4, 7-6 |
| 2.     | 16 ottobre 1983 | Borden Classic, Tokyo                  | Cemento     | Chris O'Neil | Brenda Remilton Naoko Satō        | 5-7, 7-6, 6-3 |
| 3.     | 23 ottobre 1983 | Japan Open Tennis Championships, Tokyo | Cemento     | Chris O'Neil | Helena Manset Micki Schillig      | 6-3, 7-5      |

### Doppio

#### Finali perse (3)
| Numero | Anno           | Torneo                       | Superficie | Compagna       | Avversarie in finale           | Punteggio |
| 1.     | 6 gennaio 1974 | New South Wales Open, Sydney | Erba       | Janet Fallis   | Ann Kiyomura Kazuko Sawamatsu  | 3-6, 3-6  |
| 2.     | 26 agosto 1978 | WTA New Jersey, Mahwah       | Cemento    | Barbara Potter | Ilana Kloss Marise Kruger      | 1-6, 3-6  |
| 3.     | 1978           | Australian Open, Melbourne   | Erba       | Naoko Satō     | Betsy Nagelsen Renáta Tomanová | 5-7, 2-6  |